# Mausoléu de Mulei Ismail
O Mausoléu de Mulei Ismail (em francês: Mausolée de Moulay Ismaïl) é uma mesquita e monumento funerário situado em Mequinez, Marrocos, onde está sepultado o sultão Mulei Ismail.
A mesquita foi construída em 1703 por Ahmed Eddahbi, foi transformado no mausoléu onde está se encontram os túmulos de Mulei Ismail, ladeado pelo túmulo de uma das suas esposas e de dois filhos. É um dos raros monumentos religiosos marroquinos cuja entrada é permitida a não muçulmanos.
O edifício tem vários pátios, o último deles com um tanque para as abluções, onde os visitantes devem descalçar-se antes de entrarem na antecâmara do mausoléu propriamente dito. Dessa antecâmara pode admirar-se a câmara funerária, ricamente decorada, cujo acesso é reservado a muçulmanos. Entre a decoração encontram-se quatro relógios comtoises, presentes de Luís XIV ao sultão, por intermédio de Colbert. O rei francês pretendia com este presente obter o perdão de Mulei Ismail por se recusar a dar a mão de uma das suas filhas ao soberano marroquino.
O mausoléu foi restaurado em 1960, durante o reinado de Maomé V.